# Liga spravedlnosti
 Liga spravedlnosti, někdy též Liga spravedlivých, v anglickém originále Justice League, nebo také Justice League of America či JLA, je fiktivní tým superhrdinů z komiksových příběhů publikovaných vydavatelstvím DC Comics. Tým vytvořil autor Gardner Fox, poté co přepracoval původní koncept Justice Society of America. Poprvé byl představen v The Brave and the Bold #28 v únoru 1960. Původní sestavu tvořili Superman, Batman, Wonder Woman, Flash (Barry Allen), Green Lantern (Hal Jordan), Aquaman (Arthur Curry) a Martian Manhunter. Sestava týmu je však často proměňována, v průběhu let v týmu byli další superhrdinové, jako jsou Green Arrow, Captain Marvel(Shazam), Black Canary, Atom, Hawkman, Elongated Man, Red Tornado, Firestorm, Zatanna, Hawkgirl, Cyborg.

## Vydání

### Zlatá éra komiksu
V roce 1940 začaly být vydávány komiksové příběhy superhrdinského týmu Justice Society of America, který stvořili Sheldon Mayer a Gardner Fox. Komiks spojoval nejoblíbenější komiksové postavy od DC Comics a u čtenářů si získal oblibu až do poválečného propadu zájmu o superhrdinský komiks. Poté, co se v 50. letech podařilo obnovit zájem o superhrdinský komiks a s rozsáhlými změnami byly restartovány příběhy postav jako Flash či Green Lantern, přišla řada i na supertým. Tehdejší redaktor u DC Julius Schwartz vyzval Gardnera Foxe, aby znovu vyzvedl jejich JSA tým, avšak s všeobecným zájmem o americké sportovní ligy byl název týmu změněn na Justice League of America.
V lednu 1960 se JLA objevila v komiksu The Brave and the Bold #28 a od října téhož roku získala vlastní komiks Justice League of America. Prvních osm let sérii psal Gardner Fox a kreslil Mike Sekowsky. Série okamžitě zaznamenala úspěch, který se u konkurenčního Marvel Comics odrazil ve stvoření týmu Fantastic Four a později i Avengers. Roku 1968 byli původní autoři nahrazeni scenáristou Dennym O'Neilem a kreslířem Dickem Dillinem, druhý jmenovaný u série vydržel až do roku 1980. V roce 1970 se tým přesídlil ze základny v jeskyni na Rhode Islandu do satelitu na orbitě Země, a tím založil tradici mimozemské základny JLA. Číslem 100 byl O'Neil nahrazen autorem Lenem Weinem. Dalšími autory byli i Martin Pasko a Steve Englehart. Po smrti Dillina se o kresbu starali George Pérez, Don Heck a Rich Buckler. Závěr původní série Justice League of America #258-261 vytvořili J. M. DeMatteis a Luke McDonnell.

### Justice League International
Roku 1986 byl komiks týmu nahrazen spin-offem Justice League International, autory byli Keith Giffen, J. M. DeMatteis a Kevin Maguire. V týmu byly postavy Batman, Black Canary, Blue Beetle, Captain Marvel, Doctor Light, Doctor Fate, Martian Manhunter, Mister Miracle a Green Lantern (Guy Gardner). Série byla zrušena v roce 1996.
Dalšími spin-offy byly: Justice League Europe, Extreme Justice a Justice League Task Force.

### JLA

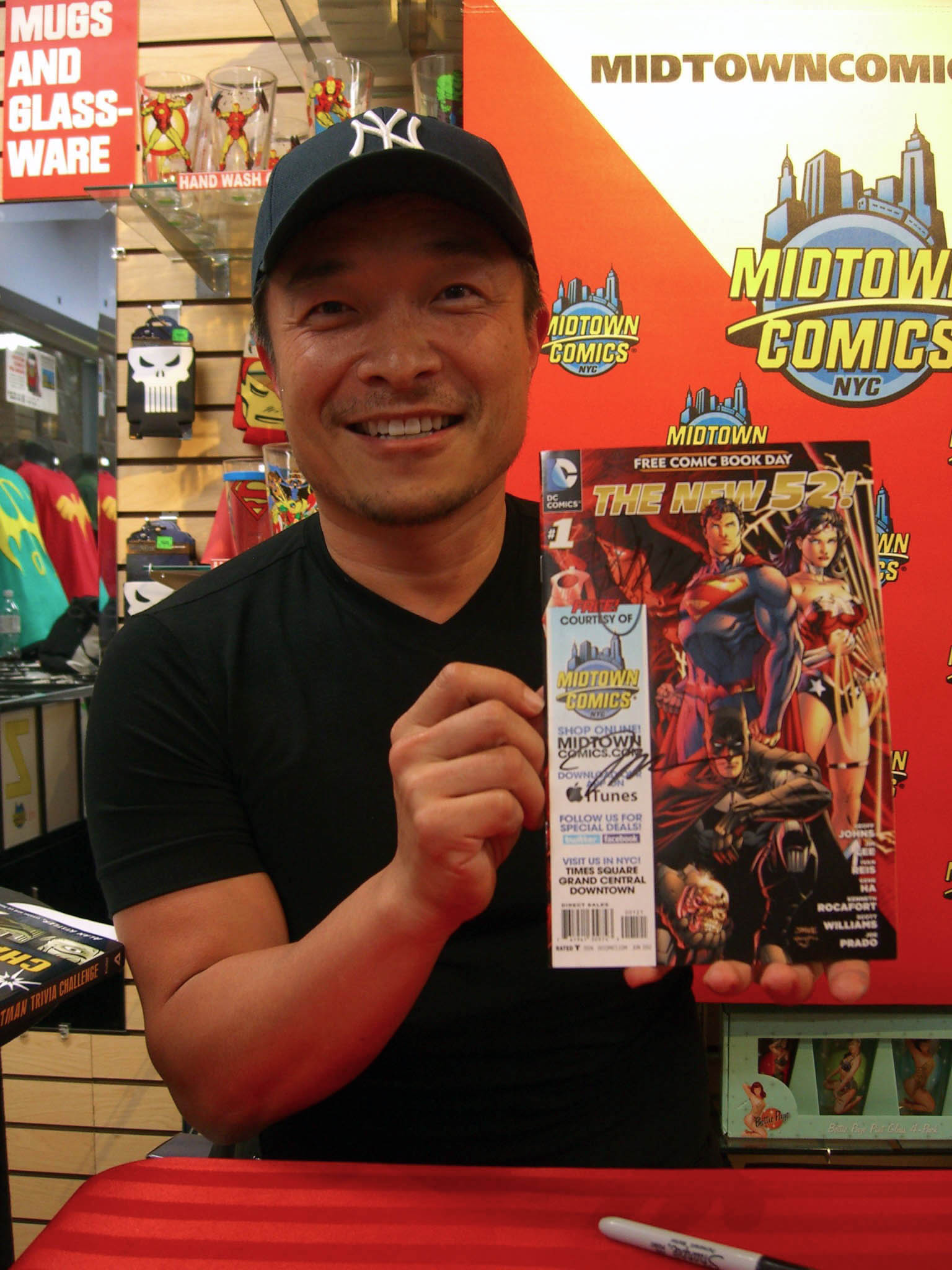
Kreslíř Jim Lee představuje číslo Justice League v rámci New 52 (2012).

Slabý prodej spin-offů vedl v roce 1996 k obnově série v limitované sérii Justice League: A Midsummer's Nightmare, jejímiž autory byli Mark Waid a Fabian Nicieza. Série navrátila týmu původní sestavu. Od roku 1997 byla vydávána série JLA, jejímž autory byli Grant Morrison a Howard Porter. V sérii byl Flashem Wally West a Green Lanternem Kyle Rayner. Nová základna týmu nese název "Watchtower" a je umístěna na Měsíci. JLA se brzy stala nejprodávanější sérií u DC. Morrison odešel po čísle 41, novými autory se tak stali Mark Waid a Joe Kelly. V téže době byla vydána i minisérie Justice League Elite. Příběhy poté psali i John Byrne, Chuck Austen a Kurt Busiek. Číslem 115 se k sérii dostali Geoff Johns a Allan Heinberg, kteří se museli poprat s odkazem eventu Identity Crisis a přivedli tým k eventu Infinite Crisis. Finální příběh JLA #120-125 napsal Bob Harras.

### Justice League of America Vol. 2
Po událostech z eventu Infinite Crisis začala být vydávána nová série Justice League of America (vol. 2). Autory byli scenáristé Brad Meltzer, Dwayne McDuffie, Len Wein a James Robinson, a kreslíři Ed Benes, Mark Bagley a Brett Booth. Série skončila crossoverem "Flashpoint".

### The New 52
Po restartu DC vesmíru v roce 2011 známém jako New 52 byla celá série restartována. Novými autory série Justice League (Vol. 2) se stali Geoff Johns a Jim Lee. Po čísle 12 Leeho nahradil Ivan Reis. Série přinesla nový původ týmu a další příběhy. Základním týmem byli Superman, Batman, Wonder Woman, Green Lantern (Hal Jordan), Aquaman, Flash (Barry Allen) a Cyborg.
Restartem také prošla série Justice League International a vznikla nová Justice League Dark, kterou tvořili John Constantine, Shade, Changing Man, Madame Xanadu, Deadman a Zatanna. Justice League Dark vytvořili Peter Milligan a Mikel Janin. V čísle devět se autorem stal Jeff Lemire. Od čísla dvacet čtyři sérii píše J. M. DeMatteis.
Série Justice League International byla již po dvanácti číslech zrušena. A od dubna 2013 byla nahrazena sérií Justice League of America Volume 3. Prvních sedm čísel napsal Geoff Johns ve spolupráci s různými kreslíři. Od čísla osm se série chopil autor Matt Kindt. Série se odehrává nezávisle na sérii Justice League. Členy tohoto týmu jsou Steve Trevor, Martian Manhunter, Green Arrow, Hawkman, Catwoman, Green Lantern (Simon Baz), Stargirl, Katana a Vibe.
Členové Justice League byli i hlavními postavami v crossoverech Trinity War a Forever Evil.

### Znovuzrození hrdinů DC
Po relaunchi Znovuzrození hrdinů DC byla od září 2016 do června 2018 vydávána třetí série titulu Justice League. Sérii ze začátku psal Bryan Hitch a kreslil Tony S. Daniel. Na pozici kreslířů se brzy vystřídala řada dalších osob (Jesús Merino nebo Neil Edwards) V číslech 12 a 13 převzal psaní komiksu Tim Seeley, kresby se chopil Christian Duce. Od čísla 14 pokračoval Bryan Hitch a v roli kreslíře dále působil Fernando Pasarin. Duo sérii opustilo číslem 32. Poté se scénáře ujal scenárista Christopher Priest a kresby Pete Woods a později další kreslíři. Třetí série skončila číslem 43.
V červnu 2018 navázala čtvrtá série, kterou psal Scott Snyder a nejdříve kreslil Jim Cheung.

## Česká vydání
V České republice vydává komiksové knihy Justice League nakladatelství BB/art.
- 2006 – Království tvé, (autoři: Mark Waid a Alex Ross: Kingdom Come #1–4, 1996)

- JLA (1997):
  - 2012 – JLA 1 – Liga spravedlnosti, (autoři: Grant Morrison a Howard Porter: JLA #1–9 a JLA Secret Files & Origins #1, 1997)
  - 2013 – JLA 2 – Liga spravedlnosti, (autoři: Grant Morrison a Howard Porter: JLA #10–17 a JLA/WildC.A.T.s, 1997–98)

- Liga spravedlnosti (New 52)
  - 2013 – Liga spravedlnosti 1 – Počátek, (autoři: Geoff Johns a Jim Lee: Justice League vol. 2 #1–6, 2011–12)
  - 2014 – Liga spravedlnosti 2 – Zrození zla, (autoři: Geoff Johns a Jim Lee: Justice League vol. 2 #7–12, 2012)
  - 2015 – Liga spravedlnosti 3 – Trůn Atlantidy, (autoři: Geoff Johns, Ivan Reis, Paul Pelletier a Tony S. Daniel: Justice League vol. 2 #13–17 a Aquaman vol. 7 #15–16, 2013)
  - 2016 – Liga spravedlnosti 4 – Síť, (autoři: Geoff Johns, Ivan Reis a Joe Prado: Justice League vol. 2 #18–20 a 22–23, 2013)
  - 2018 – Liga spravedlnosti: Válka velké trojky, (autoři: J.M. DeMatteis, Ray Fawkes, Geoff Johns, Jeff Lemire, Fernando Blanco, Zander Cannon, Renato Guedes, Mikel Janin, Jim Lee, Doug Mahnke, Ivan Reis, Daniel Sampere, Patrick Zircher: Justice League (New 52) #22–23, Justice League of America (New 52) #6–7, Justice League Dark (New 52) #22-23, Constantine (New 52) #5, Trinity of Sin: Pandora #1–3, Trinity of Sin: Phantom Stranger #11 a The New 52 Free Comic Book Day Special 2012, 2013)
  - 2019 – Věčné zlo, (autoři: Geoff Johns a David Finch: Forever Evil #1–7, 2013–14)
  - 2020 – Liga spravedlnosti 5 – Věční hrdinové, (autoři: Geoff Johns, Doug Mahnke a Ivan Reis: Justice League vol. 2 #24–29, 2013–14)
  - 2022 – Liga spravedlnosti 6 – Liga nespravedlnosti, (autoři: Geoff Johns, Doug Mahnke, Jason Fabok, Scott Kolins a Ivan Reis: Justice League vol. 2 #30–39, 2014–15)
  - 2022 – Liga spravedlnosti 7 – Válka s Darkseidem I, (autoři: Geoff Johns, Jason Fabok, Phil Jimenez, Dan Jurgens, Scott Kolins, Kevin Maguire a Jerry Ordway: Justice League vol. 2 #40–44 a Divergence FCBD Special Edition #1, 2015)

- Liga spravedlnosti (Znovuzrození hrdinů DC):
  - 2018 – Liga spravedlnosti 1: Vyhlazovací stroje, (autoři: Bryan Hitch, Tony S. Daniel a Jesús Merino: Justice League (Vol. 3) #1–5 a Justice League: Rebirth, 2016)
  - 2018 – Liga spravedlnosti 2: Epidemie, (autoři: Bryan Hitch, Jesús Merino, Matthew Clark, Tom Derenick, Neil Edwards: Justice League (Vol. 3) #6–11, 2016-2017)
  - 2018 – Liga spravedlnosti versus Sebevražedný oddíl 1, (autoři: Rob Williams a Jim Lee: Suicide Squad (Vol. 5) #8–9; Tim Seeley a Christian Duce: Justice League (Vol. 3) #12; Joshua Williamson, Jason Fabok, Tony S. Daniel a Jesús Merino: Justice League vs Suicide Squad #1–3, 2017)
  - 2019 – Liga spravedlnosti versus Sebevražedný oddíl 2, (autoři: Rob Williams, Simon Spurrier a Giuseppe Cafaro: Suicide Squad (Vol. 5) #10; Tim Seeley a Scot Eaton: Justice League (Vol. 3) #13; Joshua Williamson, Fernando Pasarin, Robson Rocha a Howard Porter: Justice League vs Suicide Squad #4–6, 2017)
  - 2019 – Liga spravedlnosti 3: Bezčasí, (autoři: Bryan Hitch a Fernando Pasarin: Justice League (Vol. 3) #14–19, 2017)
  - 2019 – Liga spravedlnosti 4: Nekonečno, (autoři: Bryan Hitch, Shea Fontana, Philippe Briones, Tom DeFalco, Tom Derenick, Dan Abnett a Ian Churchill: Justice League (Vol. 3) #20–25, 2017)
  - 2020 – Liga spravedlnosti 5: Dědictví, (autoři: Bryan Hitch a Fernando Pasarin: Justice League (Vol. 3) #26–31, 2017)
  - 2020 – Liga spravedlnosti 6: Lid versus Liga spravedlnosti, (autoři: Christopher Priest, Pete Woods, Philippe Briones, Marco Santucci a Ian Churchill: Justice League (Vol. 3) #34–38, 2018)
  - 2021 – Liga spravedlnosti 7: Ztracená spravedlnost, (autoři: Christopher Priest, Pete Woods, Philippe Briones, Ian Churchill: Justice League (Vol. 3) #39–43, 2018)

- - Crossovery a eventy:
    - 2019 – Temné noci – Metal, (autoři: Scott Snyder, James Tynion IV, Jim Lee, Andy Kubert a John Romita, Jr.: Dark Days: The Forge #1 a Dark Days: The Casting #1; Scott Snyder a Greg Capullo: Dark Nights: Metal #1–2; Benjamin Percy a Mirka Andolfo: Teen Titans (Vol. 6) #12; Tim Seeley a Paul Pelletier: Nightwing (Vol. 4) #29; Rob Williams a Stjepan Šejić: Suicide Squad (Vol. 5) #26; Benjamin Percy, Joshua Williamson a Juan Ferreyra: Green Arrow (Vol. 6) #32; 2017)
    - 2019 – Temné noci – Metal: Temní rytíři, (autoři: Joshua Williamson a Carmine Di Giandomenico: Batman: The Red Death #1; Frank Tieri, James Tynion IV a Riccardo Federici: Batman: The Murder Machine #1; Sam Humphries a Ethan Van Sciver: Batman: The Dawnbreaker #1; Dan Abnett, Philip Tan a Tyler Kirkham: Batman: The Drowned #1; Scott Snyder a Greg Capullo: Dark Nights: Metal #3; Peter Tomasi a Francis Manapul: Batman: The Merciless #1; Frank Tieri, James Tynion IV a Tony S. Daniel: Batman: The Devastator #1; James Tynion IV a Riley Rossmo: The Batman Who Laughs #1; Scott Snyder, James Tynion IV, Joshua Williamson, Doug Mahnke, Yanick Paquette a Jorge Jiménez: Batman: Lost #1; 2017–18)
    - 2019 – Temné noci – Metal: Temný vesmír, (autoři: Joshua Williamson a Howard Porter: The Flash (Vol. 5) #33; Robert Venditti, Liam Sharp, Joshua Williamson, Tyler Kirkham a Mikel Janín: Justice League (Vol. 3) #32–33; Robert Venditti, Ethan Van Sciver a Liam Sharp: Hal Jordan and the Green Lantern Corps (Vol. 1) #32; Scott Snyder a Greg Capullo: Dark Nights: Metal #4–6; Jeff Lemire a Bryan Hitch: Hawkman: Found #1; Scott Snyder, Grant Morrison, James Tynion IV, Joshua Williamson, Howard Porter, Jorge Jiménez a Doug Mahnke: Dark Knights Rising: The Wild Hunt #1; 2017–18)

- DC komiksový komplet
  - 2017 – DC komiksový komplet 011: JLA – Babylonská věž, (autoři: Mark Waid a Howard Porter: JLA #43–46 "JLA: Tower of Babel", 2000) + The Brave and the Bold #28, (autoři: Gardner Fox a Mike Sekowsky, 1960).
  - 2017 – DC komiksový komplet 014: JLA – Rok jedna 1, (autoři: Mark Waid, Brian Augustyn a Barry Kitson: JLA: Year One #1–6, 1998) + Justice League of America (Vol. 1) #9, (autoři Gardner Fox a Mike Sekowsky, 1962).
  - 2017 – DC komiksový komplet 015: JLA – Rok jedna 2, (autoři: Mark Waid, Brian Augustyn a Barry Kitson: JLA: Year One #7–12, 1998) + Detective Comics #225, (autoři: Edmond Hamilton a Sheldon Moldoff, 1955).
  - 2017 – DC komiksový komplet 020: JLA – Země 2, (autoři: Grant Morrison a Frank Quitely: JLA: Earth 2, 2000) + The Flash (Vol. 1) #123, (autoři: Gardner Fox a Carmine Infantino, 1961)
  - 2017 – DC komiksový komplet 021: The Brave and the Bold – Vládci štěstí, (autoři: Mark Waid a George Pérez: The Brave and the Bold (Vol. 3) #1–6, 2007) + The Brave and the Bold (Vol. 1) #50, (autoři: Robert G. Haney a Georges Roussos, 1963)
  - 2017 – DC komiksový komplet 026: Triumvirát, (autor: Matt Wagner: Batman/Superman/Wonder Woman: Trinity #1–3, 2003) + World's Finest (Vol. 1) #71, (autoři: Alvin Schwartz a Curt Swan, 1954)
  - 2018 – DC komiksový komplet 028: JLA: Hřebík, (autoři: Alan Davis a Mark Farmer: JLA: The Nail #1–3 , 1998) + Superman (Vol. 1) #13, (autoři: Jerry Siegel a Leo Nowak, 1941)
  - 2018 – DC komiksový komplet 033: JLA: Spravedlnost, kniha první (autoři: Alex Ross, Jim Krueger a Doug Braithwaite: Justice #1-6 , 2005–2006) + More Fun Comics #73 (autoři: Gardner Fox a Howard Sherman, 1941).
  - 2018 – DC komiksový komplet 034: JLA: Spravedlnost, kniha druhá (autoři: Alex Ross, Jim Krueger a Doug Braithwaite: Justice #7-12 , 2006–2007) + Whiz Comics #2 (autoři: Bill Parker a C.C. Beck, 1940).
  - 2018 – DC komiksový komplet 048: DC: Nová hranice, kniha první (autor: Darwyn Cooke: DC: The New Frontier #1–3 , 2004) + Adventure Comics (Vol. 1) #466 (autoři: Paul Levitz a Joe Staton, 1979)
  - 2018 – DC komiksový komplet 049: DC: Nová hranice, kniha druhá (autor: Darwyn Cooke: DC: The New Frontier #4–6 , 2004) + Showcase (Vol. 1) #17 (autoři: Gardner Fox a Mike Sekowsky, 1958)
  - 2018 – DC komiksový komplet 051: JLA - Další hřebík (autor: Alan Davis: Justice League: Another Nail #1–3, 2004) + Showcase (Vol. 1) #34 (autoři: Gardner Fox a Gil Kane, 1961)
  - 2019 – DC komiksový komplet 054: JLA: Nový světový řád (autoři: Grant Morrison a Howard Porter: JLA Vol. 1 #1–4, 1997) + Justice League Of America (Vol. 1) #42 (autoři: Gardner Fox a Mike Sekowsky, 1966)
  - 2019 – DC komiksový komplet 056: Liga spravedlnosti: Volání po spravedlnosti (autoři: James Robinson, Mauro Cascioli a Scott Clark: Justice League: Cry for Justice #1–7, 2009) + Action Comics (Vol. 1) #248 (autoři: Robert Bernstein a Howard Sherman, 1958)
  - 2019 – DC komiksový komplet 060: JSA: Zlatý věk (autoři: James Robinson a Paul Smith: The Golden Age #1–4, 1993–1994) + Justice League of America (Vol. 1) #22 (autoři: Gardner Fox a Mike Sekowsky, 1963)
  - 2019 – DC komiksový komplet 061: Mezinárodní Liga spravedlnosti, kniha první (autoři: Keith Giffen, J.M. DeMatteis a Kevin Maguire: Justice League (Vol. 1) #1–6 a Justice League International (Vol. 1) #7, 1987) + Captain Atom (Vol. 1) #83 (autoři: David Kaler a Steve Ditko, 1966)
  - 2019 – DC komiksový komplet 068: Mezinárodní Liga spravedlnosti, kniha druhá (autoři: Keith Giffen, J.M. DeMatteis a Kevin Maguire: Justice League International (Vol. 1) #8–12 1987–1988) + Mister Miracle (Vol. 1) #1 (autor: Jack Kirby, 1971)
  - 2019 – DC komiksový komplet 072: Flashpoint, (autoři: Geoff Johns a Andy Kubert: Flashpoint (Vol. 2) #1–5, 2011 + John Broome a Carmine Infantino: The Flash (Vol. 1) #139, 1963)
  - 2019 – DC komiksový komplet 074: JLA: Vyšší moc, (autoři: Doug Moench a Dave Ross: JLA: Act of God #1–3, 2001) + The Brave and the Bold (Vol. 1) #30 (autoři: Gardner Fox a Mike Sekowsky, 1960)
  - 2019 – DC komiksový komplet 076: JLA / JSA: Neřest a ctnost, (autoři: Geoff Johns, David S. Goyer a Carlos Pacheco: JLA/JSA: Virtue and Vice, 2003; Gardner Fox a Mike Sekowsky: Justice League of America (Vol. 1) #21, 1963; Jerry Siegel a Bernard Baily: More Fun Comics (Vol. 1) #55, 1940)
  - 2020 – DC komiksový komplet 088: Království tvé, kniha první, (autoři: Mark Waid a Alex Ross: Kingdom Come #1–2, 1996) + More Fun Comics #52 (Jerry Siegel a Bernard Baily, 1940)
  - 2020 – DC komiksový komplet 089: Království tvé, kniha druhá, (autoři: Mark Waid a Alex Ross: Kingdom Come #3–4, 1996) + All-Star Comics #3 (Gardner Fox a Everett E. Hibbard, 1940)
  - 2020 – DC komiksový komplet 092: Legendy, (autoři: John Ostrander, Len Wein a John Byrne: Legends #1–6, 1986–87 + Gerry Conway a Al Milgrom: Firestorm (Vol. 1) #1, 1978)
  - 2020 – DC komiksový komplet 096: Liga spravedlnosti: Vzestup a pád, (autoři: J.T. Krul, Diogenes Neves, Mike Mayhew a Fabrizio Fiorentino: Justice League: Rise and Fall Special #1; J.T. Krul a Federico Dallocchio: Green Arrow and Black Canary (Vol. 1) #31–32; J.T. Krul, Geraldo Borges, Kevin Sharpe, Mike Mayhew, Sergio Ariño a Fabio Jansen: Justice League: The Rise of Arsenal (Vol. 1) #1–4; vše 2010) + More Fun Comics Vol 1 89 (Joseph Samachson a Cliff Young, 1943)
  - 2020 – DC komiksový komplet 097: Páni času: Na konci času, (autoři: Dan Jurgens: Time Masters: Vanishing Point (Vol. 1) #1–6, 2010–11) + Time Masters (Vol. 1) #1 (Bob Wayne, Lewis Shiner a Art Thibert, 1990)

- Ostatní:
  - 2022 – Krize identity, (autoři: Brad Meltzer a Rags Morales: Identity Crisis #1–7, 2004) - edice Legendy DC

## Filmy a seriály

### Filmy
- 1997 – Justice League of America - americký hraný televizní pilotní film k nezrealizovanému seriálu.
- 2008 – Liga spravedlivých: Nová hranice / (Liga spravedlivých: Nová hranice) – americký animovaný video film, režie Dave Bullock.
- 2010 – Liga spravedlivých: Krize na dvou Zemích / (Justice League: Crisis on Two Earths) – americký animovaný video film, režie Lauren Montgomery a Sam Liu.
- 2012 – Liga spravedlivých: Zánik / (Justice League: Doom) – americký animovaný video film, režie Lauren Montgomery.
- 2013 – Liga spravedlivých: Záchrana světa / (Justice League: The Flashpoint Paradox) – americký animovaný video film, režie Jay Oliva.
- 2014 – Liga spravedlivých: Válka / (Justice League: War) – americký animovaný video film, režie Jay Oliva.
- 2014 – Liga spravedlivých: V pasti času / (JLA Adventures: Trapped in Time) – americký animovaný video film, režie Giancarlo Volpe.
- 2015 - Lego:Liga spravedlivých vs Legie zkázy - americký animovaný video film, reżie Rick Morales.
- 2015 – Liga spravedlivých: Trůn Atlantidy / (Justice League: Throne of Atlantis) – americký animovaný video film, režie Ethan Spaulding.
- 2015 – Liga spravedlivých: Bohové & monstra / (Justice League: Gods and Monsters) – americký animovaný video film, režie Sam Liu.
- 2016 – Liga spravedlivých VS Mladí Titáni / (Justice League VS Teen Titans) – americký animovaný video film, režie Sam Liu.
- 2017 – Liga spravedlivých: Temno / (Justice League Dark) – americký animovaný video film, režie Jay Oliva.
- 2017 – Teen Titans: The Judas Contract – americký animovaný video film, režie Sam Liu.
- 2017 – Liga spravedlnosti – americký film, režie Zack Snyder, film ovšem dokončil Joss Whedon.
  - 2021 – Liga spravedlnosti Zacka Snydera – americký film, upravený režisérský sestřih podle původní vize Zacka Snydera.
- 2019 – Justice League vs the Fatal Five – americký animovaný video film, režie Sam Liu.
- 2020 – Justice League Dark: Apokolips War – americký animovaný video film, režie Matt Peters a Christina Sotta.

### Seriály
- 1973–86 – Super Friends – americký animovaný seriál o 109 epizodách.
- 2001–04 – Liga spravedlivých – americký animovaný seriál o 52 epizodách.
- 2004–06 – Justice League Unlimited – americký animovaný seriál o 39 epizodách.
- 2010–13 – Young Justice – americký animovaný seriál o 46 epizodách.
- 2015 – Justice League: Gods and Monsters Chronicles – americký animovaný seriál o 3 epizodách. Jedná se o prolog ke stejnojmennému filmu.
- 2016–17 – Justice League Action – americký animovaný seriál o 52 epizodách.
- 2019 – Young Justice: Outsiders – americký animovaný seriál o 26 epizodách. Jedná se o 3. řadu původního seriálu Young Justice.